# Japanische Badmintonmeisterschaft
Bei den Japanischen Badminton-Meisterschaften (japanisch 全日本総合バドミントン選手権大会, zen-nihon sōgō badominton senshuken taikai, dt. „Alljapanische Allgemeine Badminton-Meisterschaften“) werden die Titelträger des Landes in dieser Sportart ermittelt. Japan blickt auf eine lange Badminton-Tradition zurück. Mit Etsuko Toganoo und Emiko Ueno stellte Japan die ersten Weltmeisterinnen im Damendoppel 1977. Die Meisterschaft wird jedes Jahr im November oder Dezember ausgetragen.

## Qualifikation und untergeordnete Meisterschaften
Qualifiziert zur Teilnahme an den Japanischen Badminton-Meisterschaften sind Spieler jeder Kategorie (Herreneinzel, Dameneinzel, Herrendoppel, Damendoppel, Mixed) nach folgendem Schlüssel:
- die 16 besten Spieler(paare) der japanischen Rangliste, die über die Wettkampfserie Nihon Ranking Circuit Taikai (日本ランキングサーキット大会) bestimmt wird,
- die 8 besten Spieler(paare) des Vorjahres dieser Meisterschaft,
- die 16 besten Spieler(paare) der Alljapanischen Badminton-Meisterschaft der Erwachsenen,
- die 8 besten Spieler(paare) der Alljapanischen Badminton-Meisterschaft der Studenten,
- die 4 besten Spieler(paare) der Alljapanischen Badminton-Meisterschaft der Lehrkräfte,
- die 4 besten Spieler(paare) der Alljapanischen Badminton-Meisterschaft der Oberschulen,
- die 4 besten Spieler(paare) der Alljapanischen Badminton-Meisterschaft der Junioren, sowie
- die Sieger(paare) der Regionalmeisterschaften von Hokkaidō, Tōhoku, Kantō, Hokushin’etsu, Tōkai, Kinki, Chūgoku, Shikoku und Kyūshū.

## Weitere nationale Meisterschaften
- Japanische Badmintonliga
- Japanische Badminton-Grundschulmeisterschaft
- Japanische Badminton-Mannschaftsmeisterschaft
- Japanische Badminton-Mittelschulmeisterschaft
- Japanische Badminton-Oberschulmannschaftsmeisterschaft
- Japanische Badminton-Seniorenmeisterschaft

## Die Titelträger
| Saison | Herreneinzel       | Dameneinzel       | Herrendoppel                        | Damendoppel                      | Mixed                             |
| ------ | ------------------ | ----------------- | ----------------------------------- | -------------------------------- | --------------------------------- |
| 1947   | Junichi Oka        | Taki Nakamura     | Toshihide Hirota Mitsuo Fujii       | Taki Nakamura Chieko Kawamata    | Isao Mori (Hiroko Oka)            |
| 1948   | Junichi Oka        | Toyoko Yoshida    | Toshihide Hirota Mitsuo Fujii       | Taki Nakamura Chieko Kawamata    | E. Emeri Chieko Kawamata          |
| 1949   | Junichi Oka        | Toyoko Yoshida    | Junichi Oka Mankichi Sōma           | Toyoko Yoshida Chieko Tamura     | Yasuhisa Yamada Chieko Tamura     |
| 1950   | Junichi Oka        | Fumiko Endō       | Junichi Oka Michiaki Oka            | Fumiko Endō Utako Kobayashi      | Yasuhisa Yamada Chieko Tamura     |
| 1951   | Toshihide Hirota   | Etsuko Nobori     | Toshihide Hirota Michiaki Oka       | Ayaka Horie Hisako Hota          | Hirotoshi Shibuya Nobu Kojima     |
| 1952   | Toshihide Hirota   | Mitsuko Yoshida   | Hideo Yoshioka Koichi Fuji          | Fumiko Endō Tomiko Arakawa       | Hirotoshi Shibuya Nobu Kojima     |
| 1953   | Fumio Mochizuki    | Tomiko Arakawa    | Yoshiro Sato Shigeru Yamasaki       | Utako Kobayashi Tomiko Arakawa   | Hirotoshi Shibuya Nobu Kojima     |
| 1954   | Masuhiro Ueda      | Yoshiko Okawa     | Kanetoshi Kataishi Masanori Kato    | Yoshiko Okawa Mitsuko Fujita     | Shigemi Tsuchiya Yoshiko Irisawa  |
| 1955   | Kanetoshi Kataishi | Setsuko Gonda     | Kanetoshi Kataishi Masanori Kato    | Hisako Toda Keiko Kobayashi      | Eiichi Kogai Junko Honjō          |
| 1956   | Yoshiro Sato       | Kinue Yokoi       | Kanetoshi Kataishi Eiichi Nagai     | Yoshiko Okawa Utako Kobayashi    | Toshimichi Ishihara Hisako Toda   |
| 1957   | Eiichi Nagai       | Tomoko Tajima     | Eiichi Nagai Nobuhiro Namiki        | Tomoko Tajima Kyoko Miyakawa     | Toshimichi Ishihara Hisako Toda   |
| 1958   | Yoshiro Sato       | Tomoko Tajima     | Eiichi Nagai Nobuhiro Namiki        | Reiko Nakashima Yōko Takahashi   | Hajime Kaido Miyako Morota        |
| 1959   | Takafusa Itagaki   | Tomoko Tajima     | Yoshiyasu Yamada Satoru Nakamura    | Tomoko Tajima (Kikuko Yamazaki)  | Katsuhide Kitajima Tomiko Ariki   |
| 1960   | Yoshio Komiya      | Michiko Tachibana | Tsutomu Sawada Koichi Mori          | Tomoko Takahashi Fumiko Nagasaki | Kiyoshi Mōri Sumi Negishi         |
| 1961   | Yoshio Komiya      | Fumiko Akiyama    | Tsutomu Sawada Koichi Mori          | Masako Kimura Mitsuko Yokoyama   | Hiroshi Sugita Yoshiko Sugita     |
| 1962   | Takeshi Miyanaga   | Noriko Takagi     | Tsutomu Sawada Koichi Mori          | Noriko Takagi Miyako Morota      | Tadao Hoshino Tomiko Ariki        |
| 1963   | Kōichi Watabe      | Fumiko Yokoi      | Yukiharu Suzuki Yoshiaki Tōjō       | Tomiko Ariki Hiromi Mihara       | Tadao Hoshino Tomiko Ariki        |
| 1964   | Takeshi Miyanaga   | Noriko Takagi     | Takeshi Miyanaga Eiichi Sakai       | Noriko Takagi Hiroe Amano        | Tadao Hoshino Tomiko Ariki        |
| 1965   | Masao Akiyama      | Mitsuko Yokoyama  | Takeshi Miyanaga Eiichi Sakai       | Noriko Takagi Hiroe Amano        | Yoshiaki Tōjō Fumiko Yokoi        |
| 1966   | Ippei Kojima       | Noriko Takagi     | Takeshi Miyanaga Eiichi Sakai       | Noriko Takagi Hiroe Amano        | Yoshio Komiya Akemi Ueno          |
| 1967   | Ippei Kojima       | Noriko Takagi     | Ippei Kojima Masao Akiyama          | Noriko Takagi Hiroe Amano        | Yoshinori Itagaki Setsuko Ōta     |
| 1968   | Ippei Kojima       | Tomoko Takahashi  | Ippei Kojima Masao Akiyama          | Machiko Aizawa Etsuko Takenaka   | Kenji Suzuki Tomiko Ariki         |
| 1969   | Ippei Kojima       | Hiroe Yuki        | Ippei Kojima Masao Akiyama          | Machiko Aizawa Etsuko Takenaka   | Kenji Suzuki Tomiko Ariki         |
| 1970   | Ippei Kojima       | Etsuko Takenaka   | Shoichi Toganoo Eiichi Sakai        | Machiko Aizawa Etsuko Takenaka   | Eiichi Sakai Hiroe Amano          |
| 1971   | Shoichi Toganoo    | Noriko Nakayama   | Nobutaka Ikeda Kenji Suzuki         | Noriko Nakayama Hiroe Yuki       | Eiichi Sakai Hiroe Amano          |
| 1972   | Ippei Kojima       | Hiroe Yuki        | Ippei Kojima Masao Akiyama          | Machiko Aizawa Etsuko Takenaka   | Eiichi Sakai Hiroe Amano          |
| 1973   | Ippei Kojima       | Hiroe Yuki        | Shoichi Toganoo Nobutaka Ikeda      | Machiko Aizawa Etsuko Takenaka   | Shoichi Toganoo Etsuko Takenaka   |
| 1974   | Kinji Zeniya       | Hiroe Yuki        | Shoichi Toganoo Nobutaka Ikeda      | Hiroe Yuki Mika Ikeda            | Shoichi Toganoo Etsuko Takenaka   |
| 1975   | Ippei Kojima       | Hiroe Yuki        | Masao Tsuchida Yoshitaka Iino       | Etsuko Takenaka Emiko Ueno       | Shigemitsu Imai Mika Ikeda        |
| 1976   | Kinji Zeniya       | Hiroe Yuki        | Shoichi Toganoo Nobutaka Ikeda      | Etsuko Takenaka Emiko Ueno       | Shoichi Toganoo Etsuko Takenaka   |
| 1977   | Kinji Zeniya       | Saori Kondō       | Masao Tsuchida Yoshitaka Iino       | Atsuko Tokuda Mikiko Takada      | Noboru Kusaka Mayumi Ushida       |
| 1978   | Kinji Zeniya       | Atsuko Tokuda     | Masao Tsuchida Yoshitaka Iino       | Atsuko Tokuda Mikiko Takada      | Motoo Nakai Yoko Chiba            |
| 1979   | Kinji Zeniya       | Yoshiko Yonekura  | Nobutaka Ikeda Mikio Ozaki          | Atsuko Tokuda Yoshiko Yonekura   | Shoichi Toganoo Etsuko Toganoo    |
| 1980   | Hiroyuki Hasegawa  | Sumiko Kitada     | Masao Tsuchida Yoshitaka Iino       | Atsuko Tokuda Yoshiko Yonekura   | Motoo Nakai Yōko Hata             |
| 1981   | Kinji Zeniya       | Sumiko Kitada     | Kinji Zeniya Hiroshi Nishiyama      | Atsuko Tokuda Yoshiko Yonekura   | Shoichi Toganoo Etsuko Toganoo    |
| 1982   | Hiroyuki Hasegawa  | Sumiko Kitada     | Hiroyuki Hasegawa Yukihiro Miyamoto | Atsuko Tokuda Yoshiko Yonekura   | Toshihiro Tsuji Junko Tokunaga    |
| 1983   | Hiroyuki Hasegawa  | Fumiko Tōkairin   | Shinji Matsuura Shūji Matsuno       | Atsuko Tokuda Yoshiko Yonekura   | (Hiroshi Suzuki) Kazuko Sekine    |
| 1984   | Kinji Zeniya       | Sumiko Kitada     | Shōkichi Miyamori Tetsuaki Inoue    | Atsuko Tokuda Yoshiko Yonekura   | Kyōji Kushi Kimiko Jinnai         |
| 1985   | Hiroshi Nishiyama  | Sumiko Kitada     | Shinji Matsuura Shūji Matsuno       | Kazuko Takamine Kazue Hoshi      | Akio Tomita Michiko Tomita        |
| 1986   | Shinji Matsuura    | Sumiko Kitada     | Shinji Matsuura Shūji Matsuno       | Atsuko Tokuda Yoshiko Yonekura   | Naotsugu Tanida Kazuko Takamine   |
| 1987   | Hiroshi Nishiyama  | Sumiko Kitada     | Shinji Matsuura Shūji Matsuno       | Atsuko Tokuda Yoshiko Yonekura   | Hiroyuki Hasegawa Hiromi Moriyama |
| 1988   | Shinji Matsuura    | Sumiko Kitada     | Shinji Matsuura Shūji Matsuno       | Kimiko Jinnai Hisako Mori        | Naotsugu Tanida Tokiko Hirota     |
| 1989   | Shūji Matsuno      | Aiko Miyamura     | Shinji Matsuura Shūji Matsuno       | Kimiko Jinnai Hisako Mori        | Naotsugu Tanida Tokiko Hirota     |
| 1990   | Shinji Matsuura    | Hisako Mizui      | Shinji Matsuura Shūji Matsuno       | Kimiko Jinnai Hisako Mori        | Takao Hayato Michiyo Tashiro      |
| 1991   | Shūji Matsuno      | Tomomi Matsuo     | Shinji Matsuura Shūji Matsuno       | Tomomi Matsuo Kyoko Sasage       | Yasumasa Tsujita Haruko Matsuda   |
| 1992   | Kazuhiro Shimogami | Aiko Miyamura     | Shinji Matsuura Shūji Matsuno       | Yūko Koike Tokiko Hirota         | Katsushi Koga Yōko Fujimoto       |
| 1993   | Fumihiko Machida   | Hisako Mizui      | Tatsuya Yanagiya Hiroki Etō         | Yūko Koike Tokiko Hirota         | Akihiro Imai Miwa Kai             |
| 1994   | Fumihiko Machida   | Hisako Mizui      | Tatsuya Yanagiya Hiroki Etō         | Masako Sakamoto Tomomi Matsuo    | Akihiro Imai Miwa Kai             |
| 1995   | Fumihiko Machida   | Hisako Mizui      | Fumihiko Machida Seiichi Watanabe   | Masako Sakamoto Tomomi Matsuo    | Atsuhito Kitani Shinobu Sasaki    |
| 1996   | Takahiro Suka      | Takako Ida        | Takuya Katayama Yuzo Kubota         | Yoshiko Iwata Haruko Matsuda     | Norio Imai Haruko Matsuda         |
| 1997   | Shinji Ōta         | Takako Ida        | Shinji Ōta Takuya Takehana          | Takae Masumo Chikako Nakayama    | Koji Miya Yoshiko Tago            |
| 1998   | Keita Masuda       | Miho Tanaka       | Keita Masuda Tadashi Ohtsuka        | Haruko Matsuda Yoshiko Iwata     | Fumitake Shimizu Fujimi Tamura    |
| 1999   | Keita Masuda       | Yasuko Mizui      | Keita Masuda Tadashi Ohtsuka        | Takae Masumo Chikako Nakayama    | Tomohiko Usui Kirika Kawaguchi    |
| 2000   | Keita Masuda       | Kanako Yonekura   | Takuya Katayama Yuzo Kubota         | Shizuka Yamamoto Seiko Yamada    | Norio Imai Chikako Nakayama       |
| 2001   | Keita Masuda       | Kaori Mori        | Shinji Ohta Takuya Takehana         | Akiko Nakashima Keiko Yoshitomi  | Norio Imai Chikako Nakayama       |
| 2002   | Keita Masuda       | Kumiko Ogura      | Takuya Takehana Shinji Ohta         | Chikako Nakayama Keiko Yoshitomi | Tadashi Ohtsuka Shizuka Yamamoto  |
| 2003   | Shoji Sato         | Kaori Mori        | Keita Masuda Tadashi Ohtsuka        | Shizuka Yamamoto Seiko Yamada    | Tadashi Ohtsuka Shizuka Yamamoto  |
| 2004   | Shoji Sato         | Eriko Hirose      | Keita Masuda Tadashi Ohtsuka        | Kumiko Ogura Reiko Shiota        | Tadashi Ohtsuka Shizuka Yamamoto  |
| 2005   | Shoji Sato         | Kanako Yonekura   | Shūichi Nakao Shuichi Sakamoto      | Kumiko Ogura Reiko Shiota        | Keita Masuda Miyuki Maeda         |
| 2006   | Shoji Sato         | Eriko Hirose      | Shintaro Ikeda Shuichi Sakamoto     | Kumiko Ogura Reiko Shiota        | Keita Masuda Miyuki Maeda         |
| 2007   | Sho Sasaki         | Kaori Imabeppu    | Keishi Kawaguchi Naoki Kawamae      | Kumiko Ogura Reiko Shiota        | Keita Masuda Miyuki Maeda         |
| 2008   | Kenichi Tago       | Eriko Hirose      | Shintaro Ikeda Shuichi Sakamoto     | Kumiko Ogura Reiko Shiota        | Keita Masuda Miyuki Maeda         |
| 2009   | Kenichi Tago       | Eriko Hirose      | Noriyasu Hirata Hirokatsu Hashimoto | Shizuka Matsuo Mami Naito        | Noriyasu Hirata Miyuki Maeda      |
| 2010   | Kenichi Tago       | Eriko Hirose      | Noriyasu Hirata Hirokatsu Hashimoto | Satoko Suetsuna Miyuki Maeda     | Noriyasu Hirata Miyuki Maeda      |
| 2011   | Kenichi Tago       | Nozomi Okuhara    | Noriyasu Hirata Hirokatsu Hashimoto | Ayaka Takahashi Misaki Matsutomo | Shintaro Ikeda Reiko Shiota       |
| 2012   | Kenichi Tago       | Kaori Imabeppu    | Kenichi Hayakawa Hiroyuki Endo      | Ayaka Takahashi Misaki Matsutomo | Takeshi Kamura Koharu Yonemoto    |
| 2013   | Ken’ichi Tago      | Minatsu Mitani    | Kenichi Hayakawa Hiroyuki Endō      | Ayaka Takahashi Misaki Matsutomo | Kenichi Hayakawa Misaki Matsutomo |
| 2014   | Shō Sasaki         | Akane Yamaguchi   | Kenichi Hayakawa Hiroyuki Endō      | Naoko Fukuman Kurumi Yonao       | Kenichi Hayakawa Misaki Matsutomo |
| 2015   | Kento Momota       | Nozomi Okuhara    | Keigo Sonoda Takeshi Kamura         | Ayaka Takahashi Misaki Matsutomo | Kenta Kazuno Ayane Kurihara       |
| 2016   | Kenta Nishimoto    | Sayaka Sato       | Keigo Sonoda Takeshi Kamura         | Ayaka Takahashi Misaki Matsutomo | Takeshi Kamura Koharu Yonemoto    |
| 2017   | Riichi Takeshita   | Akane Yamaguchi   | Hiroyuki Endō Yuta Watanabe         | Yuki Fukushima Sayaka Hirota     | Yuta Watanabe Arisa Higashino     |
| 2018   | Kento Momota       | Akane Yamaguchi   | Takeshi Kamura Keigo Sonoda         | Yuki Fukushima Sayaka Hirota     | Yuta Watanabe Arisa Higashino     |
| 2019   | Kento Momota       | Nozomi Okuhara    | Hiroyuki Endō Yuta Watanabe         | Mayu Matsumoto Wakana Nagahara   | Yuta Watanabe Arisa Higashino     |
| 2020   | Kento Momota       | Nozomi Okuhara    | Hiroyuki Endō Yuta Watanabe         | Yuki Fukushima Sayaka Hirota     | Yuta Watanabe Arisa Higashino     |
| 2021   | Yushi Tanaka       | Nozomi Okuhara    | Masato Takano Katsuki Tamate        | Sayaka Hobara Rena Miyaura       | Hiroki Midorikawa Natsu Saito     |
| 2022   | Kento Momota       | Akane Yamaguchi   | Takuro Hoki Yugo Kobayashi          | Yuki Fukushima Sayaka Hirota     | Yuki Kaneko Misaki Matsutomo      |
| 2023   | Kento Momota       | Kana Furukawa     | Akira Koga Taichi Saito             | Ayako Sakuramoto Rena Miyaura    | Kyohei Yamashita Naru Shinoya     |
| 2024   | Yushi Tanaka       | Tomoka Miyazaki   | Akira Koga Hiroki Midorikawa        | Chiharu Shida Nami Matsuyama     | Kazuki Shibata Naru Shinoya       |

1. ↑  geklammert bei vermuteter Lesung
2. ↑  Laut Annual Handbook of the International Badminton Federation, London, 29. Auflage 1971, wurde 1947 keine Mixedkonkurrenz ausgetragen.
3. ↑  Laut Annual Handbook of the International Badminton Federation, London, 29. Auflage 1971, wurde 1957 keine Mixedkonkurrenz ausgetragen.
4. ↑  Laut Annual Handbook of the International Badminton Federation, London, 29. Auflage 1971. Die Kyōto-fu Badminton Kyōkai (Memento vom 28. August 2007 im Internet Archive) listet jedoch 田島　玲子 (Reiko Tajima), wobei möglicherweise der Familienname aus der vorigen Zeile kopiert wurde.
5. ↑  Laut Annual Handbook of the International Badminton Federation, London, 29. Auflage 1971, gewannen 1959 die Titelträgerinnen des Vorjahres (Reiko Nakashima und Yōko Takahashi) die Damendoppelkonkurrenz.
6. ↑  Laut Annual Handbook of the International Badminton Federation, London, 29. Auflage 1971, war Tomoko Takahashi (高橋 とも子) Partnerin von Fumiko Nagasaki. Die Kyōto-fu Badminton Kyōkai (Memento vom 28. August 2007 im Internet Archive) listet jedoch 高橋　泰子.
7. ↑  Vereinzelt wird auch Kaori Mori als Meisterin gelistet.